# La Quebrada (Piura)
La Quebrada es un pueblo peruano ubicado en el distrito de Tambogrande, perteneciente a la provincia y departamento de Piura, al norte del Perú. 

## Ubicación
La Quebrada se ubica al noroeste de la provincia de Piura, en el distrito de Tambogrande, en el departamento de Piura.

## Demografía
En 2017 La Quebrada tenía una población de 1086 habitantes.
| Gráfica de evolución demográfica de La Quebrada entre 1993 y 2017 |
|                                                                   |
| Fuentes: Población 1993 y 2017                                    |